# Hylomecon
Hylomecon es un género  de plantas herbáceas de la familia de las papaveráceas. Comprende 8 especies descritas y de estas, solo 2 aceptadas.

## Descripción
Es una planta perenne que se propaga por rizomas, por lo general no más alto de 30 cm. Los hojas son pinnadas por lo general tienen cinco hojuelas verdes suaves, aunque tres y siete también puede ocurrir, cada una con una forma que va desde lanceoladas a oblongo-rómbico, y un patrón de dientes distintos a lo largo de los márgenes. Las flores son de color amarillo brillante de 3.5-5 cm de ancho, comenzando en forma de cuenco, y luego aplanadas con la edad.
Su hábitat típico es húmedo bosque sombreado, con un crecimiento acumulado en humus .
Aunque generalmente se considera un género monotípico, la especie es algo variable, y algunas variaciones han sido nombrados como especies separadas.

## Taxonomía
El género  fue descrito por Carl Johann Maximowicz y publicado en Mémoires Presentes a l'Académie Impériale des Sciences de St.-Pétersbourg par Divers Savans et lus dans ses Assemblées 9: 36. 1859. La especie tipo es: Hylomecon vernalis Maxim.

## Especies
- Hylomecon japonica (Thunb.) Prantl & Kündig
- Hylomecon vernalis Maxim.